# バクロニム
バクロニム（逆頭字語、英: backronym または bacronym）とは、ある単語の各文字を使って、新たに頭字語としての意味を持たせたものである。バクロニムを作る行為は、日本で言う言葉遊びにおけるあいうえお作文に近い。
backronymは、1983年に back（後）と acronym（頭字語）を組み合わせて新造されたかばん語である。

## 概要
純粋なバクロニムは、その単語に新たな意味や解釈を与える。それらは公式の真面目なものもあれば非公式のユーモラスなものもある。バクロニムが語源として広まっている状態は民間語源・語源俗解であると言える。しかしそれは大抵の場合ジョークとして理解される。
当初は意味を持たせず、広まった後に「後付け」で意味を定義する場合や、当初持たせた意味を諸々の事情で変更することもある。商品名などを決める際に、まず語感だけで単語を考え、後から意味を持たせるといったこともある。
バクロニムの中には、GNUやPHPのような再帰的頭字語、Jiniのような擬似頭字語（pseudo-acronym）がある。

## バクロニムの例
- 遭難信号として使われる「SOS」は、モールス符号として打ちやすいという理由で選ばれた文字列で、元々は意味を持たない。しかし、しばしば「save our ship（あるいは souls）」といった風に解釈される。SOS以前に使われていた遭難信号「CQD」にも同様に「come quick, distress（あるいは danger）」というバクロニムがある。
- JR東日本が発行する交通系ICカード「Suica」は「Super Urban Intelligent CArd」に由来するが[2]、同時に「スイスイ行けるICカード」の意味も持たせており[2]、果実のスイカにも掛けている。
  - JR西日本の「ICOCA」も同様で、「IC Operating CArd」の略だが、関西弁の「行こか」ともかけている。
- 2023年の阪神タイガースのチームスローガン「A.R.E.」（読みは「エー・アール・イー」）は「Aim」「Respect」「Empower」の頭文字をとったものであるが[3]、同時に、この年から監督に復帰した岡田彰布が、就任当初から敢えて「優勝」という言葉の明言を避け、指示語によって言い換えた「アレ」という意味も表現している。
- ハンバーガーチェーン店「モスバーガー」のモスはMountainのM、OceanのO、SunのSからなる頭字語だが、創業者の櫻田慧がモス・フード・サービスを起業する前に興した「Merchandising Organizing System」の略とも解釈される。
- 韓国のアイドルグループ「BTS」は防弾少年団のローマ字表記である「Bangtan Sonyeondan」の略称で、元々は英語圏向けの名称だった。しかし後に『現実に安住することなく、夢に向かって絶えず成長していく青春』という意味を込め「Beyond The Scene」とも定義付けられている。

### 後から意味が変更された例
- バクロニムでは、頭字語の一部の原語を入れ替えて、時代遅れや不正確となった場合に対応する例がある。
  - 「DVD」は公式には何かの略称ではない。元は「digital video disc」の頭字語としてDVDという呼び方が考えられたものではあるが、ビデオ以外の記録にも利用できることから、現在はDVDフォーラムが「digital versatile disc」を意味すると説明している[4]。しかし現在ではあくまでも「DVD」が正式名称である。規格制定前に他にもいくつかの提案があり合意に至らなかったことも、DVDが公式な正式名称になった一因である。
  - 「GSM」は、フランスの研究グループによって開発されたため、フランス語の「groupe spécial mobile」から命名されたが、後に世界的な規格になると、英語の「global system for mobile communications」の略語へと変更された。
  - 米国でよく知られている例にはSATがあり、これは元々「scholastic aptitude test」の略だったが、生徒の親の団体から、aptitude（適性）と言う語が生来の才能だけで、努力した分の能力を反映していないという苦情があったため「scholastic assessment test」に変更された。現在はそれも変更されており、公式には元の語は設定されていない。
  - SAP（英語版）は、当初は「Spanish audio program」を意味していたが、のちに「secondary audio program」へ変わった。
  - GCCは、「GNU C compiler（GNU Cコンパイラ）」という意味だったが、さまざまな言語のコンパイラが追加された結果、「GNU compiler collection（GNUコンパイラ集合体）」へ拡張された。
  - 日本の金融企業であるSBIホールディングスのSBIは、元はソフトバンクグループの金融関連部門として設立され「SoftBank Investment」の略として定義されていたが、後にソフトバンクグループから離脱したため、新たに「Strategic Business Innovator（戦略的な事業の革新者）」の略と定義している。
  - TM NETWORKの「TM」は、もともとは出身地である多摩（TaMa、東京都多摩地域）が由来であるが、レコード会社と事務所により「Time Machine」の略であるという設定に変更された。
  - トヨタ・RAV4のRAV4は初代（1994年発売）から4代目までは「Recreational Active Vehicle 4Wheel Drive」の頭文字であったが、2019年発売の5代目より「Robust Accurate Vehicle with 4 Wheel Drive」の頭文字とされた。

### 原語とは異なる解釈でバクロニムとされている例
- 本来の意味とは異なる解釈によって、バクロニムとなっている単語もある。
  - 「A.D.」は、西暦（キリスト紀元）が考案された当時には、ラテン語で「主の受肉より」を意味する「ab incarnatione Domini」の略であり、イエス・キリストの生誕からの年数とされていた（「西暦 § 誕生」参照）。しかしA.D.1年がイエス・キリストの生誕年とずれていることが明らかになったため（「西暦 § 西暦元年とイエス生年のずれ」参照）、「主の年に」を意味する「anno Domini」の略であることに変更されている。さらに英語圏では稀にこれを誤って「after death」の略、すなわち「（彼の）死後」の年数だと解釈している者もみられる。
  - 「R.I.P.」はラテン語で「安らかに眠れ」を意味する「requiescat in pace」の頭字語であり、本来は英語で「安らかに眠れ」を意味する「rest in peace」の略ではない。
  - 「RPG」と通称される携行兵器は、英語のrocket-propelled grenade（ロケット推進式榴弾）の略だと思われているが、実際はロシア語の Ручной Противотанковый Гранатомёт（手持ち式対戦車擲弾筒）[注釈 1]のキリル文字の頭文字 РПГ をそのままラテン文字に転記したものである。

### 誤った語源がバクロニムとして広まった例
- バクロニムを使って単語を憶えることも可能である。また誤った語源がバクロニムとして広まることもある。
  - 「news」という単語は、North（北）・East（東）・West（西）・South（南）の頭文字をとったもので、方々の話題を集めることに由来する、と説明されることがあるが、語源としては誤りである。綴りを覚えるための一種の語呂合わせが俗説として広まったと考えられる。

### 皮肉としてバクロニムが作られた例
- 多くのふざけた（そしてしばしば侮蔑的でもある）バクロニムが言葉遊びの一種として作られた。
  - PCカードの旧称であるPCMCIAに対しては、people cannot memorize computer industry acronyms「人々はコンピュータ業界のアクロニムを覚えられない」という皮肉を含んだバクロニムが作られた（本来はpersonal computer memory card industry association）。
  - アメリカ軍の糧食であるMRE (Meals, Ready-to-Eat)[5] は、食味が良くないとされ、meals rejected by everyone[5]（皆に拒否された食事）、materials resembling edibles[5]（食べ物に似た物質）など、その不味さを揶揄するバクロニムが多数作られている。
  - Apple ComputerのLisaの名称は、スティーブ・ジョブズの娘で、ライターとして活動しているリサ・ブレナン＝ジョブズ（英語版）の名からとられたと明らかになっているが、当時はスティーブが認知を拒否していたため、"Local Integrated Software Architecture" の頭文字からとったものとされていた。しかし、これはあまりに不自然であるため、エンジニアの間では "Let's Invent Some Acronym"（何か頭字語をでっち上げよう）と呼ばれていた[6]。